# 法貝熱彩蛋

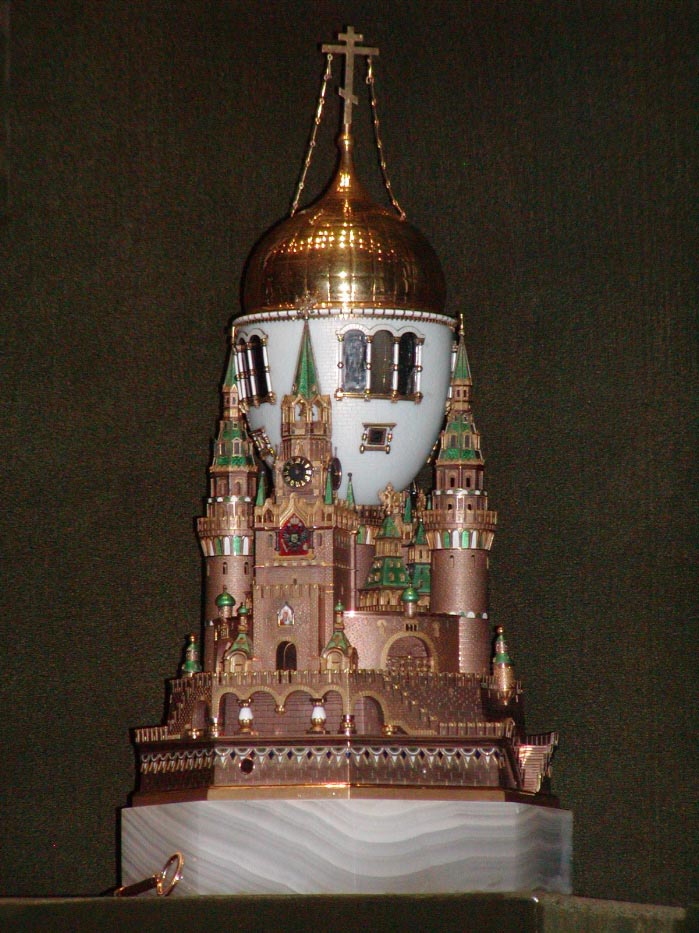
1906年完成的克里姆林之蛋（Moscow Kremlin）

法貝熱彩蛋（俄语：Яйца Фаберже）是指俄國著名珠寶首飾工匠彼得·卡尔·法贝热所製作的蛋型工藝品，他與助手在1885年至1917年間總共為沙皇與私人收藏家製作了69顆。原定有54顆是為沙皇亞歷山大三世與尼古拉二世所作，不過最後只有50顆交付給沙皇。另有12顆作為復活節蛋贈人。還有7顆是為了莫斯科的克爾奇家族所製作的。
這些蛋雕是由珍貴的金屬或是堅硬的石頭混合琺瑯與寶石來裝飾。「法貝熱彩蛋」後來也成為奢侈品的代名詞，並且被認為是珠寶藝術的經典之作。

## 歷史

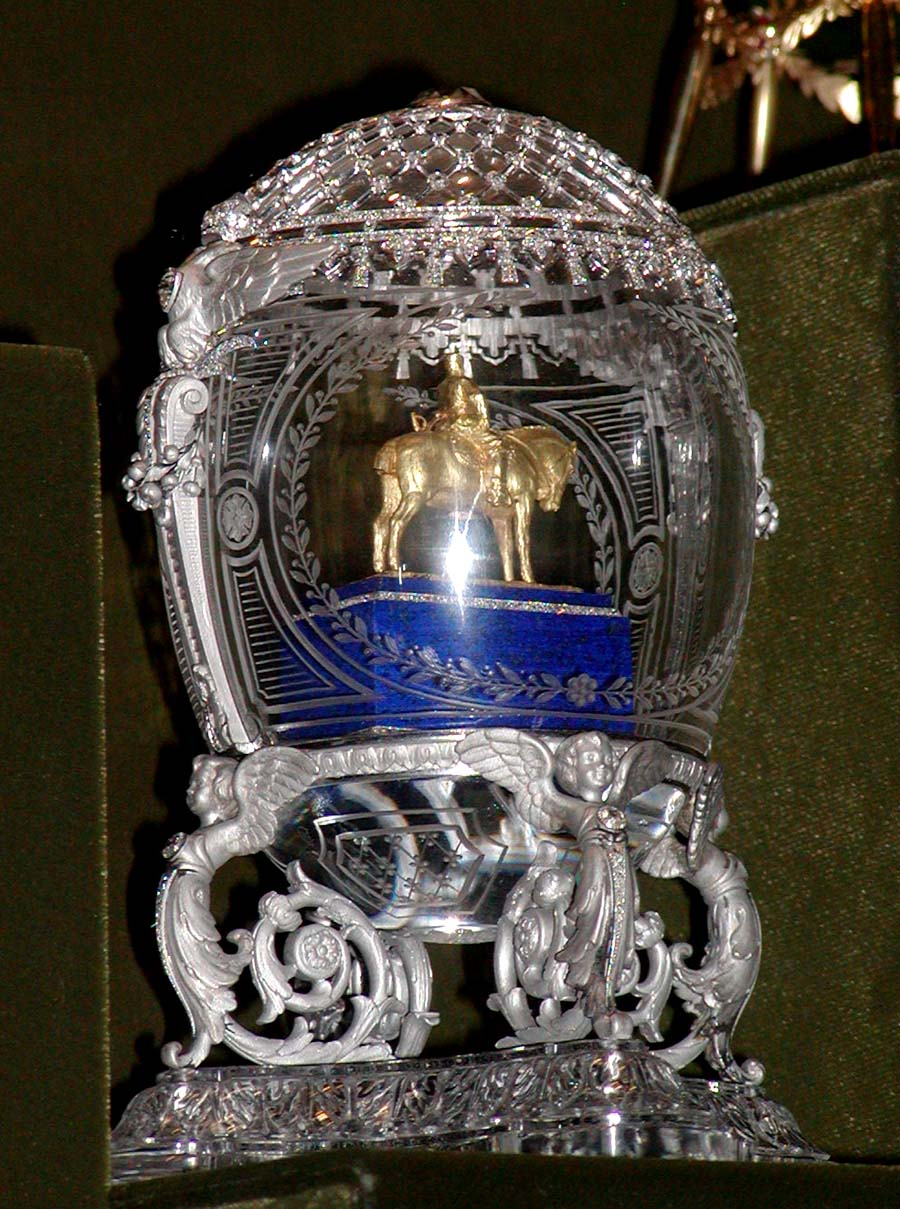
騎著馬的亞歷山大三世彩蛋（Alexander III Equestrian Egg）

法貝熱與金匠於1885年設計並完成了第一個作品。它是受到沙皇亞歷山大三世的委託，因為他想要在復活節給妻子瑪麗亞·費奧多蘿芙娜一個驚喜。
從外面看起來，法貝熱彩蛋只是一個使用白琺瑯與金所做成的蛋雕。但是內部其實非常華麗，有小型的王冠與紅寶石懸掛在內側，讓人聯想起俄羅斯套娃。
瑪麗亞皇后對於亞歷山大三世所贈送的蛋雕非常高興，所以沙皇指定法貝熱為「皇宮供應商」，並且委托他每年都要製作一顆獨特且令人驚奇的復活節蛋。他的兒子尼古拉二世延續這項傳統，每年春天都贈送一顆蛋雕給妻子亞歷山德拉·費奧多蘿芙娜與他後來守寡的母親。
從1885年開始，法貝熱幾乎每年都製作蛋雕。一旦原本的設計通過，製作的任務就會完全由工匠彼得·卡爾·法貝熱、麥克·佩爾赫希、亨里克·維格斯勒姆與艾瑞克·克林組成的團隊來完成。
這種蛋雕的名聲顯著，而且目前已知法貝熱也為私人委託者製作了15顆蛋雕。其中有7顆是為了實業家亞歷山大·克爾奇來製作的。這些蛋雕不像為了沙皇製作的蛋雕那樣奢華，而且通常都是沿襲原本的設計。

## 保存

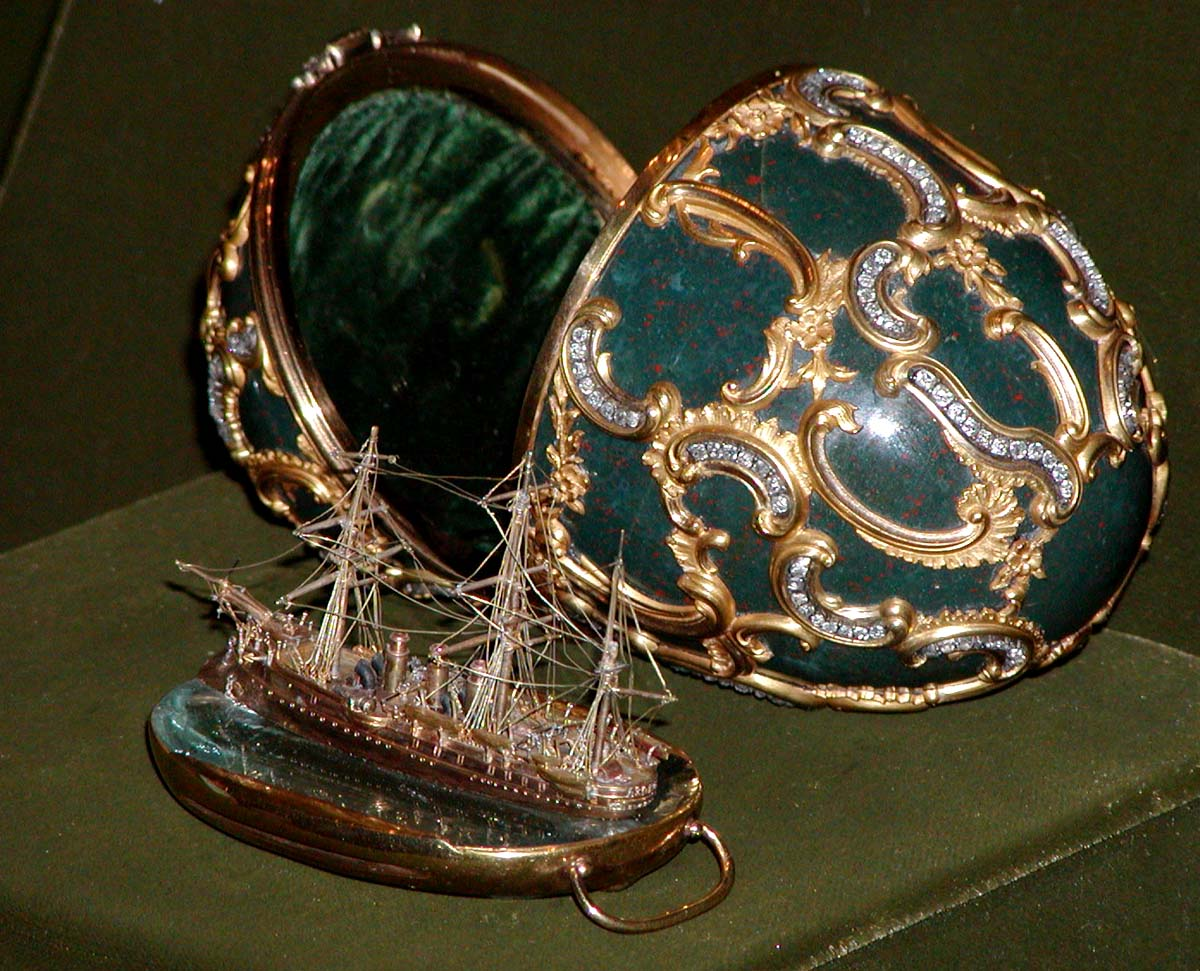
亞速海回憶彩蛋（The Memory of Azov Egg）

在69顆法貝熱彩蛋中，只有62顆保存到現在，其中大部分是收藏在世界各地的博物館中，共有30顆收藏在俄羅斯。為皇室製作的54顆蛋雕中有46個被保存著。遺失的7顆皇室蛋雕中僅有2顆擁有照片，分別是1903年Royal Danish與1909年製作的Alexander III Commemorative。
只有一顆皇室蛋雕委託布爾什維克交給原先的委託人瑪麗亞·費奧多蘿芙娜皇后，其餘的都留在聖彼得堡。
在俄羅斯革命發生後，法貝熱工坊收歸布爾什維克所有，法貝熱全家避居到瑞士，最後法貝熱於1920年在這裡去世。羅曼諾夫王朝的宮殿被大肆搜索，他們擁有的珠寶在列寧的命令下被移到克里姆林宫军械库中。
為了獲得更多外國貨幣，史達林在1927年賣出許多法貝熱製作的蛋雕。從1930年至1933年間，總共有14皇室蛋雕流出俄羅斯。許多蛋雕被賣給西方石油公司的總裁、列寧的私交（他的父親是美國共產黨的創始人）與倫敦的古董經銷商阿曼德·漢姆。
在莫斯科武器庫這次收藏行動後，邁爾康·福布斯於紐約促成了一次最大規模的法貝熱彩蛋展覽。這次展示總共包括有9顆蛋雕，與大約180件富比士其他的商品，為了蘇富比在2004年2月的拍賣作準備。2002年時，一顆法貝熱彩蛋「冬」（完成於1913年）以960萬美金的價格賣出。2007年時，佳士得以「法貝熱時鐘」為題拍賣一顆法貝熱彩蛋，最終以890萬英鎊得標。

## 相關作品
- 八爪女（007電影）
- 亲密如贼（英语：Thick as Thieves (2009 film)）
- 名偵探柯南 世紀末的魔術師
- 浴血黑帮第三季4-6集
- 亞森·羅蘋第一季第5集

## 延伸閱讀
- Toby Faber. Faberge's Eggs: The Extraordinary Story of the Masterpieces That Outlived an Empire (New York: Random House, 2008) ISBN 978-1-4000-6550-9
- Gerald Hill. Faberge and the Russian Master Goldsmiths (New York: Universe, 2007) ISBN 978-0-7893-9970-0

## 外部連結
- Mieks; website on pictures, history, whereabouts... of Fabergé eggs （页面存档备份，存于）
- Fabergé Research Site by Christel Ludewig McCanless
- Details on each of the Fabergé Eggs （页面存档备份，存于）
- BYU article on the eggs （页面存档备份，存于）
- "Oval Objects of Desire," Wall Street Journal review of new history of Faberge eggs （页面存档备份，存于）